# Cwetko Uzunowski
Cwetko Uzunowski (ps. Abaz; ur. 24 grudnia 1912 w Carew dworze, zm. 1994 w Skopju) – bojownik jugosłowiańskiej partyzantki antyhitlerowskiej, działacz komunistyczny, generał pułkownik Jugosłowiańskiej Armii Ludowej.

## Życiorys
Urodził się 24 grudnia 1912 r. we wsi Carew Dwor. W wieku 12 lat wyjechał do Belgradu, gdzie uczył się zawodu. W 1934 wstąpił do związku zawodowego. Został zatrzymany przez policję i skazany na 2,5 roku więzienia, które odbywał w więzieniu w Požarevacu. Po wyjściu z więzienia wrócił do rodzinnego miasta, po czym ponownie wyjechał do Belgradu. W 1937 został członkiem Komunistycznej Partii Jugosławii. 18 czerwca 1937 przybył do Hiszpanii i do 1939 r. walczył po stronie republikanów w wojnie domowej. Służył w baterii im. Wasiła Kołarowa. Po upadku Republiki Hiszpańskiej trafił do obozu koncentracyjnego we Francji i przebywał w nim do 1941 r. W wymienionym roku został wysłany do pracy przymusowej w Niemczech, w Espenheim pod Lipskiem, skąd zbiegł i przedostał się do Jugosławii.
Przystąpił do socjalistycznej partyzantki jugosłowiańskiej we wrześniu 1941 r. Wspólnie z Michajłą Apostołskim tworzył oddziały partyzanckie w Macedonii Wardarskiej. We wrześniu 1941 został członkiem Regionalnego Sztabu Wojskowego Macedonii. Od wiosny 1943 był komisarzem politycznym w Sztabie Głównym Narodowyzwoleńczej Armii i Partyzanckich Oddziałów Macedonii. Po utworzeniu Komunistycznej Partii Macedonii w marcu 1943 został wybrany członkiem jej Komitetu Centralnego. Był delegatem na drugie spotkanie Antyfaszystowskiej Rady Wyzwolenia Narodowego Jugosławii. Uczestniczył w pierwszym, założycielskim posiedzeniu Antyfaszystowskiej Rady Wyzwolenia Narodowego Macedonii (ASNOM) w Prespie w pierwszych dniach sierpnia 1943 r. Było na nim obecnych 35 macedońskich działaczy komunistycznych. Na posiedzeniu podjęto decyzje o przekształcaniu istniejących w Macedonii oddziałów partyzanckich w bataliony i brygady. Postanowiono również bardziej stanowczo wystąpić przeciwko macedońskim tendencjom autonomistycznym, na rzecz wzmacniania dążeń do budowy wspólnego państwa jugosłowiańskiego z udziałem Macedonii. Cwetko Uzunowski został członkiem Komitetu Inicjatywnego ASNOM, który miał pełnić funkcję tymczasowego rządu przyszłej jugosłowiańskiej i socjalistycznej Macedonii. W październiku 1943 r. członkowie Sztabu Głównego Narodowyzwoleńczej Armii i Partyzanckich Oddziałów Macedonii ogłosili Manifest do narodu macedońskiego, w którym zapowiadano utworzenie, po zwycięstwie nad hitlerowskimi Niemcami, wspólnego państwa z Serbami, Chorwatami i Słoweńcami oraz innymi narodami Jugosławii, na zasadzie równoprawności. 
W marcu 1944 r. Komitet Inicjatywny wezwał wszystkie lokalne komitety narodowyzwoleńcze do organizowania zebrań i konferencji na terytoriach Macedonii, które zostaną wyzwolone spod okupacji, w celu wyboru delegatów do ASNOM. Ostatecznie ASNOM utworzona została 2 sierpnia tego samego roku w monasterze św. Prochora Pczińskiego. Wtedy też proklamowano utworzenie Ludowej Republiki Macedonii.
Po wojnie był członkiem Rady Wykonawczej Ludowej Republiki Macedonii, Rady Wykonawczej Jugosławii, zaś w latach 1946-1953 był ministrem spraw wewnętrznych Ludowej Republiki Macedonii. Uczestniczył w organizacji represji wymierzonych w przeciwników nowego ustroju Jugosławii. Stracił stanowisko z powodu popełnionych nadużyć – Uzunowski i jego podwładni przywłaszczyli sobie znaczne sumy pieniędzy i złota skonfiskowanego u zamożnych mieszkańców Macedonii, na własną rękę dokonywali konfiskat połączonych z pobiciami. W kolejnych latach pełnił funkcje dyrektora departamentu obrony cywilnej w państwowym sekretariacie spraw wewnętrznych Jugosławii, następnie był dyrektorem departamentu w sekretariacie obrony narodowej Jugosławii. Odszedł z armii w stopniu generała porucznika.  